# Казеле Провинчале (Ровиго)
Казеле Провинчале је насеље у Италији у округу Ровиго, региону Венето.
Према процени из 2011. у насељу је живело 17 становника. Насеље се налази на надморској висини од 5 м.